# Crises na América Central
Os Conflitos armados na América Central ou Crises na América Central foram uma série de conflitos protagonizados com início na década de 1960 por grupos armados conhecidos como guerrilheiros, que se prolongaram por três décadas durante a Guerra Fria, e transcenderam para além das fronteiras englobando países como a Guatemala, Honduras, Nicarágua e El Salvador. Estes, geralmente surgem como uma reação, e com a intenção de derrubar, as ditaduras militares e governos autocráticos de direita conservadora implantados ou apoiados pelos Estados Unidos para proteger os seus interesses geopolíticos, porém, a estrutura da organização da guerrilha nos diversos países e como tentaram eliminar os movimentos insurgentes foram muito diferentes.
As guerrilhas, visando à esquerda socialista, foram inicialmente apoiadas pela sociedade civil, especialmente pelos camponeses e as populações indígenas, no campo armado e no de abastecimento em termos de necessidades como comida e água, entre outros. Gradualmente, conforme foram violando os direitos humanos, foram perdendo o apoio de suas bases e acabaram aceitando o Plano Arias para a paz na década de 1980. Esses conflitos foram mais um cenário da Guerra Fria, pelo apoio direto ou indireto da guerrilha esquerdista por parte da extinta União Soviética também por motivações geopolíticas. Em particular, os Estados Unidos receavam que a vitória por forças comunistas ameaçasse o Canal do Panamá e outros interesses estratégicos na região.

## Guatemala
Em 4 de julho de 1944, o ditador Jorge Ubico Castañeda foi forçado a renunciar, em resposta a uma onda de protestos e uma greve geral. Seu substituto, o general Juan Federico Ponce Vaides, mais tarde também foi forçado a sair do cargo em 20 de outubro de 1944 por um golpe de Estado liderado pelo major Francisco Javier Arana e o capitão Jacobo Arbenz Guzmán. O país foi conduzido por uma junta militar composta por Arana, Arbenz e Jorge Toriello Garrido. A Junta organizou na Guatemala a primeira eleição livre, que foi vencida com 85% pelo proeminente escritor e professor Juan José Arévalo Bermejo, que tinha vivido no exílio na Argentina durante 14 anos. Arévalo foi o primeiro presidente democraticamente eleito da Guatemala que concluiu integralmente o mandato pelo qual foi eleito. Suas políticas "socialistas cristãs", inspiradas pelo New Deal, foram criticadas pelos latifundiários e pelas elites como "comunistas".
Neste período têm início a Guerra Fria, que teria uma influência considerável sobre a história da Guatemala. Desde a década de 1950 até a década de 1990, o governo dos Estados Unidos apoiou diretamente a formação do exército da Guatemala com armas e dinheiro.
Em 1954, o sucessor de Arévalo, eleito democraticamente como presidente da Guatemala, Jacobo Arbenz, foi deposto num golpe orquestrado pela CIA com apoio dos Estados Unidos. O coronel Carlos Castillo Armas foi instalado como presidente no mesmo ano e governou até que foi assassinado por um membro da sua guarda pessoal, em 1957. Evidências substanciais apontam para o papel da empresa americana United Fruit Company como fundamental neste golpe, uma vez que as reformas agrárias de Jacobo Arbenz estavam ameaçando os interesses da empresa na Guatemala, e teve várias ligações diretas na Casa Branca e na CIA. Além disso, Arbenz era visto como comunista e pró-URSS pelos estadunidenses.
Após o assassinato de Armas, chegou ao poder o General Miguel Ydígoras Fuentes em 1958, mas a crise aumentou. A Guatemala obedeceu ao preceito dos Estados Unidos de romper relações com Cuba e, em seguida, autorizou o treinamento de 5.000 cubanos anticastristas no país, igualmente forneceu pistas de aterrissagem na região de Petén para no que se transformou mais tarde na fracassada invasão da Baía dos Porcos em 1961. Em troca dessa ação, a Guatemala teve suas dívidas, contraídas por Armas em 1954, perdoadas e um aumento na quota açucareira do país. Em 1962, houve enormes manifestações de estudantes e trabalhadores, além dos grupos revolucionários que começaram uma guerrilha. O governo Ydigoras seria afastado em 1963, quando a Força Aérea atacou várias bases militares. O golpe foi chefiado por seu ministro da Defesa, o coronel Enrique Peralta Azurdia.
Em 1966, Julio César Méndez Montenegro foi eleito presidente da Guatemala sob o lema "Abertura Democrática". Foi durante esse tempo que organizações paramilitares de direita, como o "Mão Branca" e o Exército Secreto Anticomunista, foram formados. Essas organizações foram os precursores do infame "Esquadrão da Morte". Os conselheiros militares das Forças Especiais do Exército dos Estados Unidos (Boinas Verdes) foram enviados para a Guatemala para treinar tropas e ajudar a transformar o seu exército em uma força moderna de contra-insurgência, que eventualmente tornou o mais sofisticado da América Central.
Antes da saída do governo Mendez, os militares ganharam influência e a separação social se aprofundou. O país caiu em anarquia e a violência aumentou. A década de 1970 viu o nascimento de duas novas organizações guerrilheiras: o Exército de Guerrilha dos Pobres (EGP) e a Organização do Povo em Armas (ORPA), que começou e intensificou até o final dos anos setenta, os ataques de guerrilha que incluíram guerrilha urbana e rural, principalmente contra os militares e alguns dos apoiantes civis do exército. Em 1979, o presidente americano, Jimmy Carter, ordenou uma proibição de todas as ajudas militares para o Exército da Guatemala, devido à generalizada e sistemática violação dos direitos humanos. Entre 1979 e 1982, o estado de terrorismo foi patrocinado por ambos os lados: governo regular e insurgentes, aumentaram devido ao fato das zonas urbanas e as comunidades indígenas estarem plenamente envolvidas na revolta.
Em 1980, um grupo de Povos Indígenas Quiché tomou a Embaixada da Espanha para protestar contra massacres do exército no campo. O governo guatemalteco lançou um ataque que matou quase todos no interior, como resultado de um incêndio que consumiu o edifício. O embaixador espanhol, que sobreviveu ao incêndio, alegou que a polícia guatemalteca intencionalmente matou quase todos no interior e o conjunto do incêndio foi apagar os traços de seus atos. Como resultado deste incidente, o governo da Espanha rompeu relações diplomáticas com a Guatemala. Este governo foi derrubado em 1982 e o General Efraín Ríos Montt foi nomeado presidente da junta militar, continuando a sangrenta campanha de tortura, desaparecimentos, e "terra queimada" durante a guerra. O país se tornou um Estado pária internacional. Ríos Montt seria derrubado pelo general Óscar Humberto Mejía Victores em agosto de 1983 , que apelou para uma eleição de uma assembleia constituinte nacional, que levou a uma eleição livre em 1986, que foi vencida por Vinicio Cerezo Arévalo, o candidato do Partido da Democracia Cristã.
Em 1982, os quatro grupos guerrilheiros, EGP, ORPA, FAR e TPG, fundiram e formaram a URNG, influenciados pela guerrilha salvadorenha FMLN, pela FSLN da Nicarágua e pelo Governo de Cuba, a fim de se tornarem mais fortes. Como resultado, o Exército aumentou táticas de "terra queimada" no campo, mais de 45.000 guatemaltecos fugiram do outro lado da fronteira para o México.
Em maio de 1988 uma tentativa de golpe foi frustrada. Os insurgentes, nessa altura, tinham mudado o seu plano de ação. Agora, em vez de tentar obter poder, pretendem forçar o governo a negociar. Mas Cerezo foi obrigado a obedecer ao exército e negou-se a qualquer diálogo com os insurgentes. O que fez com que seu partido fosse derrotado na eleições presidenciais por Jorge Serrano Elías. Serrano tentou modernizar o Estado e desmantelar as reduzidas porções do exército mantidas pelos Estados Unidos. No início dos anos 90, o país estava mais calmo, se realizaram eleições limpas, e foi proposto uma nova política externa e uma nova ordem institucional.
A Guerra Civil da Guatemala, terminou em 1996 com um acordo de paz entre a guerrilha e o governo, negociado pela Organização das Nações Unidas através da intensa mediação por nações como a Noruega e Espanha. Ambos os lados fizeram grandes concessões. Os guerrilheiros desarmados receberam terras para trabalhar. Segundo a ONU, que patrocinou a Comissão da Verdade ("Comissão para a Clarificação da História"), as forças governamentais e paramilitares patrocinados pelo Estado foram responsáveis por mais de 93% das violações dos direitos humanos durante a guerra. Durante os primeiros 10 anos, a vítimas do terror patrocinado pelo Estado foram principalmente estudantes, trabalhadores, profissionais e oposição, mas nos últimos anos foram maioritariamente milhares de agricultores maias e não-combatentes. Mais de 450 aldeias maias foram destruídas e mais de 1 milhão de pessoas se tornaram refugiados internos e externos. Em certas áreas, tais como Baja Verapaz, a Comissão da Verdade considerou que governo guatemalteco promoveu uma política de genocídio contra determinados grupos étnicos durante a Guerra Civil. Em 1999, o presidente americano Bill Clinton afirmou que os Estados Unidos estavam errados ao ter prestado apoio às forças militares guatemaltecas que participaram dos assassinatos a civis.

## El Salvador
Entre 1931 - ano em que o general Maximiliano Hernández Martínez deu um golpe - e 1944 - quando foi deposto - houve brutal repressão da resistência rural. O caso mais notável ocorre em 1932 com uma revolta camponesa liderada pelo salvadorenho Farabundo Martí e a retaliação do governo, comumente conhecida como La Matanza, que se seguiu. Nesta "Matanza", cerca de 30.000 indígenas e opositores políticos foram assassinados, presos ou exilados. Até 1980, com exceção de um presidente provisório, todos os presidentes salvadorenhos foram militares. As eleições presidenciais periódicas eram raramente livres ou justas.
Da década de 1930 até os anos de 1970, os governos autoritários empregariam a repressão política e limitariam reformas para manterem-se no poder, apesar das aparências de democracia. O Partido Nacional da Conciliação ficou no poder desde o início dos anos 1960 até 1979. Em julho de 1969, El Salvador invadiu Honduras na curta Guerra do Futebol. Durante a década de 1970, houve grande instabilidade política. Na eleição presidencial de 1972, os opositores do regime militar uniram-se sob José Napoleón Duarte, líder do Partido Democrata-Cristão (PDC). Em meio à fraude generalizada, o movimento de reforma de Duarte foi derrotado. Posteriormente, protestos e uma tentativa de golpe foram esmagados e Duarte exilado. Estes eventos corroeram a esperança de reforma através de meios democráticos e persuadiram aqueles que se opunham ao governo que a insurreição armada era a única forma de conseguir mudança. Como conseqüência deste descontentamento social, os grupos revolucionários de esquerda começaram a ganhar a força.
O ambiente propício para um conflito em El Salvador foi na década de 1970, quando se formou um grupo revolucionário chamado Forças Populares de Libertação "Farabundo Martí".  Além disso, a Igreja estava consciente da marginalidade e à pobreza que professavam o povo salvadorenho. Portanto, a guerra civil se tornou inevitável e o governo tornou-se mais eficaz com a população.
O segundo pavio foi aceso nas eleições de 1977, quando o General Carlos Humberto Romero foi acusado de comprar a vitória do Coronel Ernesto Claramount. Devido aos protestos por este grupo, o Congresso foi dissolvido pelo exército. Entre o governo Romero e grupos de direita, oprimiram o povo. Com a Lei e Garantia da Ordem Pública, em 1977, a aumentou-se a violência nas ruas, da esquerda contra a direita.
Em 1979, a junta revolucionária reformista do governo tomou o poder. Tanto a extrema direita como a extrema esquerda agora discordavam com o governo e aumento da violência política rapidamente virou uma guerra civil. As forças armadas inicialmente mal treinadas: as Forças Armadas Salvadorenhas (ESAF), também se envolveram na repressão e assassinatos indiscriminados, o mais famoso foi o massacre de dezembro de 1981. Depois que um golpe foi erradicado por Romero, uma junta civil-militar, que inclui também os membros da esquerda moderada. Ao mesmo tempo se formou uma ampla coligação de forças, o CRM e, em seguida, a Frente Revolucionária Democrática.  Em outubro, com base em instruções de Cuba, a Frente Farabundo Martí de Libertação Nacional (FMLN), iniciou a sua implacável tentativa de estabelecer um regime marxista em El Salvador.
Por seu lado, a direita se reuniram em dois grupos principais: o Partido Democrata-Cristão (PDC) e a Aliança Republicana Nacionalista (ARENA). Nas eleições para a Assembleia Constituinte em 1982, ganhou o PDC. Mas ARENA, seguia-o de perto. O Pacto de Apaneca de 1982, com apoio dos EUA, tentou resolver o conflito entre os dois blocos contra-revolucionários e formar um novo governo de unidade nacional. Em 1984, ganhou o PDC nas eleições, com a definição de José Napoleón Duarte para a cadeira presidencial. Mas, apesar do apoio dos estadunidenses, Duarte não foi capaz de replicar as forças insurgentes.
A violência se agravaria durante a década de 1980, com a política de Ronald Reagan de "contenção do comunismo" e a fusão dessa política com interesses oligárquicos. Em 1981, John Negroponte, é nomeado embaixador em Honduras com a tarefa de organizar "operações paramilitares" contra o governo sandinista da Nicarágua, o que envolveu El Salvador, uma vez que, seu trabalho na América Central não se limitaria a aumentar a ajuda militar aos aliados, foram também intensificadas as caçadas aos "subversivos", com perseguições, torturas e matanças. Negroponte transformaria a dupla El Salvador e Honduras em retaguarda dos "contras", grupo recrutado pela CIA para derrubar os sandinistas.
Nesse período é criado o Batalhão 316, uma unidade secreta apoiada pelo Pentágono e a CIA, cujo criador, o general hondurenho Luis Alfonso Discua Elvir, foi colega de turma do major salvadorenho Roberto D'Aubuisson na Escola das Américas dos Estados Unidos. Enquanto o Pentágono afirmava que o objetivo eram operações de contra insurgência, as entidades de defesa dos direitos humanos denunciavam o ensino e a prática de tortura. D'Aubuisson comandou os esquadrões da morte em El Salvador e foi o criador da Aliança Republicana Nacionalista.
Em 1989, o partido ARENA ganhou as eleições e chegou ao poder Alfredo Cristiani.  Durante os primeiros momentos do seu mandato, deveu-se a enfrentar um ataque urbano da FMLN que finalmente percebeu que não podia tomar o poder por via armada visualizando sua ofensiva até o início de 1989, contida pelo exército.  Isto levou à assinatura dos Acordos de paz em Nova York em setembro de 1991 e os Acordos de Paz de Chapultepec, em janeiro de 1992.
A guerra civil terminou em 1992, com um saldo de aproximadamente 75 mil mortos. Em 2005, a OEA iniciou uma série de investigações que constatariam que mulheres e crianças foram assassinadas "por soldados de um batalhão treinado e equipado pelos Estados Unidos".

## Nicarágua
Após a retirada dos fuzileiros navais dos Estados Unidos em 1933 e do assassinato de Augusto César Sandino em 1934, subiria ao poder em 1936 Anastasio Somoza García que durante vinte anos, governou o país, diretamente ou por líderes fantoches, com pulso de ferro e com apoio dos EUA até ser assassinado em 1956. Foi sucedido pelo filho, Luis Somoza Debayle (1957-1963). René Schick Gutiérrez (1963-1966), morto no exercício da presidência, foi sucedido por Lorenzo Guerrero Gutiérrez (1966-1967), a que se seguiu Anastasio (Tachito) Somoza Debayle (1967-1972, 1974-1979), irmão mais novo de Luís e o último membro da família Somoza a assumir a presidência. A dinastia Somoza sustentou os próprios interesses comerciais e aumentou a fortuna pessoal.
Foram muitas as tentativas para derrubar a ditadura Somoza, primeiro ocorreram protestos estudantis e, em segundo lugar, a integração da UNO. A fundação da FSLN foi fundamental no ano de 1961, porque lançou as primeiras lutas guerrilheiras no país.
René Schick venceu eleições fraudadas em 1963. Mas, mesmo assim, foi obrigado a constituir algumas reformas eleitorais básicas ausentes no passado. As represálias políticas seguiam contra os que ainda queriam eliminar os Somoza.
As aparências democráticas desapareceram em 1971, quando Somoza revogou a constituição e dissolveu a Assembleia Nacional. Aproveitando-se do terremoto que em 1972 arrasou Manágua, Somoza obteve do Congresso poderes ilimitados, assim, tornou-se novamente o único poder real na Nicarágua. A consequência deste fato para o povo, foi simples: após o sismo, a ajuda internacional magicamente desapareceu. Era algo esperável que Somoza era não querido no seu país, a criação da UDEL foi um claro sinal do descontentamento em 1974. O movimento revelou-se muito ativo, como a Frente Sandinista claramente aumentou. A frente, deu um grande golpe contra o regime Somoza: a captura de um grande número de políticos e diplomatas em Manágua. O governo teve de pagar um milhão de dólares e libertar vários dos seus prisioneiros, mas o governo se chocou e restringiu a liberdade de imprensa, impôs a lei marcial e o estado de sítio. Mas por causa da pressão internacional, Somoza foi forçado a largar os mandatos anteriores.
Em 1978, após o assassinato de Chamorro, houve vários protestos exigindo a abdicação de Somoza. E nesse mesmo ano, a tomada do Palácio Nacional foi um forte golpe para o regime.
Finalmente, em 19 de julho de 1979, a ditadura caiu. A chegada dos sandinistas ao poder deu uma virada no país. O novo regime iria afetar outros países nos próximos anos. O que daria espaço para as relações tensas com Estados Unidos, por a sua proximidade com Cuba e a URSS, e com Costa Rica e Honduras, mais tarde.
A nova ordem revolucionária revogou a constituição, dissolveu o Congresso e substituiu a Guarda Nacional pelo Exército Popular Sandinista, nacionalizou-se grande parte das indústrias e realizou-se a reforma agrária. A gestão sandinista realizou intenso esforço nas áreas de educação e saúde, mas os conflitos da década de 1980 atrasaram outras conquistas sociais.
A política internacional sandinista caracterizou-se pelo estreitamento das relações com os países do bloco comunista e pela suspensão, em 1981, da ajuda econômica à Nicarágua pelos Estados Unidos. Quanto à política interna, o governo sandinista teve que enfrentar os "contras", grupo formado por antigos membros da Guarda Nacional com base em Honduras e apoiados pelos Estados Unidos, além de forte oposição da alta hierarquia da Igreja Católica.
A administração Reagan tentou conseguir apoio do Congresso para ajudar as forças exiladas dos contras em Honduras e Miami, mas foi seriamente prejudicada pela divulgação, em 1986-1987, de desvio de dinheiro para os contras exilados a partir da venda de armas norte-americanas para o Irã (Escândalo Irã-contras).
O período de 1985-1990 acabaria marcado pela destruição da guerra, pelo déficit público, pelos cortes dos investimentos externos, pelo embargo total imposto pelos EUA, pela inflação elevada, pela ausência de serviços governamentais e pela diminuição da participação das organizações de base na arena pública.
Em 1987 e 1988 firmaram-se em Esquipulas, na Guatemala, acordos para o desenvolvimento de um plano destinado a desarmar e repatriar os "contras" baseados em Honduras. Em 1988, o governo e os "contras" iniciaram negociações para um cessar-fogo. Quando o presidente Bush assumiu o cargo, em 1989, o financiamento militar direto aos contras foi suspenso, o que levou ao desarmamento dos rebeldes. Isso tudo acabaria favorecendo a criação e a expansão das bases políticas da oposição nicaraguense, com o apoio direto ou indireto do governo dos Estados Unidos. O que levaria ao fim do governo sandinista com a eleição de Violeta Chamorro, para a presidência em 1990.

## Honduras
Honduras serviu aos Estados Unidos de uma forma mais complacente do que os seus vizinhos. Isto, pela simples razão de que apresentava um ambiente estável e sua falta de movimentos revolucionários no seu território. E serviu de plataforma para os Estados Unidos enfrentar a Frente Sandinista na Nicarágua.
Entre 1954 e 1956 Honduras recaiu na ditadura sob a administração de Julio Lozano Díaz, deposto por uma junta chefiada pelo coronel Hector Caraccioli, que instalou uma junta provisória. Houve eleições na Assembleia Constituinte 1957 que nomeou Ramón Villeda Morales como presidente, que promulgou uma nova Constituição. Apesar dessa eleição ter desencadeado esperanças em relação ao futuro, a política liberal do novo presidente provocou a desconfiança da oligarquia hondurense, assustada pelo triunfo do comunismo em Cuba, apoiou, em 1963, um golpe de Estado. O presidente foi derrubado pelo exército hondurenho antes que pudesse implementar o programa de reformas que havia conseguido aprovar no Congresso. O líder do golpe, o coronel Oswaldo López Arellano, cuja ascensão à presidência formalizou-se em 1965, manteve-se no poder até 1974. Em 1969, o entrincheiramento militar foi ainda mais solidificado durante o conflito de fronteira com El Salvador: os dois países entraram em guerra por causa de um jogo de futebol (que as Honduras tinham ganho), terminando os combates cinco dias depois do seu início com a vitória militar de El Salvador que, no entanto, se retirou do território hondurenho. A chamada "Guerra do Futebol", fora solucionada com a intervenção da Organização dos Estados Americanos (OEA). A frágil economia hondurenha ficou ainda mais debilitada devido ao conflito.
Um presidente civil, Ramón Ernesto Cruz, brevemente tomou o poder em 1970, até que, em dezembro de 1972, Oswaldo López encenou outro golpe. Em 1975, López Arellano foi deposto pelo coronel Juan Alberto Melgar Castro, por sua vez obrigado a renunciar em 1978, quando o general Policarpo Paz García assumiu o poder
Em 1979, o país regressou ao governo civil. Uma Assembleia Constituinte foi popularmente eleita em abril de 1980 e eleições gerais foram realizadas em novembro de 1981. Uma nova Constituição foi aprovada em 1982 e o governo de Roberto Suazo Córdova assumiu o poder.
Entre 1979 e 1985, no âmbito da nomeação de John Negroponte como diplomata dos Estados Unidos de 1981 a 1985, a ajuda militar e econômica estadunidense a Honduras saltou de US $ 3,9 milhões em 1980 para 77,4 milhões dólares em 1984. Em troca, Honduras concordou em se tornar uma base para 15.000 “contras” nicaraguenses, fornecendo apoio logístico e de inteligência, e juntando-se aos Estados Unidos em manobras militares conjuntas. O próprio Negroponte supervisionou a construção da base aérea de EL Aguacate onde os “Contras” foram treinados (igualmente usaram Lepaterique, onde o Batalhão de Inteligência 601 do serviço de inteligência do Exército da Argentina era uma das formações e treinamento dos “Contras”).  O Batalhão 316, foi uma unidade especial inteligência envolvida no assassinatos, sequestro e tortura de centenas de pessoas, incluindo missionários norte-americanos, foi treinado pela CIA e os militares argentinos. Negroponte, atualmente diretor da Inteligência Nacional, foi acusado mais tarde pela Comissão dos Direitos Humanos de Honduras por violações dos direitos humanos.
Em 1986 ocorreu a primeira transferência de poder na história do país sem interferência militar direta, com a eleição do liberal José Azcona del Hoyo (1986-1990). Seu governo não enfrentou uma guerrilha, mas uma crise econômica e política, como a migração de países vizinhos e a presença norte-americana no país. O novo presidente abraçou um movimento pacifista levado a cabo pelos países da América Central. Ameaçou interromper a atividade dos "contras", assim como diminuir o poder dos militares. Honduras, no entanto, manteve-se economicamente dependente dos Estados Unidos, e, em 1989, Rafael Leonardo Callejas, do Partido Nacional, foi eleito presidente com o apoio norte-americano e no ano seguinte um plano de ajuste econômico provocou a greve dos plantadores de banana, que terminou com a intervenção do Exército. O início da década de 1990 encontrou o país ainda agitado por divergências internas, agravadas pela luta contra três grupos guerrilheiros. A crise econômica, a atividade guerrilheira de esquerda e as forças de segurança ficaram fora de controle, com 40 assassinatos e mais de 4 mil violações dos direitos humanos. Em 1991, o governo anunciou anistia e iniciou negociações com guerrilheiros de esquerda. Em 11 de setembro de 1992, o conflito com El Salvador terminou com a intervenção da Corte Internacional de Justiça, que traçou definitivamente os limites territoriais dos dois países.
O governo do Callejas se deu a tarefa de completar o programa neoliberal, reconstruir as relações com a Nicarágua, reduzir a ajuda militar dos EUA, castigar o povo com medidas neoliberais impostas pelos organismos internacionais que estão agora em vigor, gerando instabilidade econômica nacional, resultando em uma crise aguda e ignorância maciça, medidas convenientes para as classes privilegiadas.

## Costa Rica
Em Costa Rica sucederam-se presidentes eleitos até 1948, ano em que os resultados eleitorais foram contestados por grupos de esquerda, o que desencadeou a breve guerra civil que levou José Figueres Ferrer ao poder. A junta revolucionária que assumiu o governo aboliu o Exército e criou uma guarda civil, elaborou nova constituição e empossou o candidato vitorioso nas urnas, Otilio Ulate Blanco. Em 1953, José Figueres voltou ao poder, nacionalizou os bancos, impôs restrições à United Fruit e enfrentou uma invasão lançada por seus adversários exilados na Nicarágua. Figueres inscreveu seu nome na história do país com várias décadas dedicadas às reformas sociais, à abertura política para o exterior e aos ideais social-democratas.
Ao longo da década de 1980, a Costa Rica preservou seu regime político, baseado no poder civil legitimado por eleições, mas se enredou em problemas econômicos e financeiros, dos quais o mais premente foi a dívida externa. No início da década, o país gastava 50% de sua receita de exportação com as despesas financeiras geradas pela dívida. Em maio de 1986, o governo chegou a anunciar uma moratória temporária sobre os juros da dívida externa e, no ano seguinte, lançou um programa de austeridade para tentar salvar as finanças nacionais.
A posição internacional da Costa Rica, que manteve alto grau de independência em relação aos grandes blocos de poder, deu-lhe condições de atuar com bons resultados no âmbito regional. A perspicácia política e social do presidente Oscar Arias Sánchez, eleito em 1986, deu um apoio confiável para o povo no que diz respeito à crise regional, o presidente teve papel de destaque na mediação das guerras civis na Nicarágua e em El Salvador. Os planos de paz de Arias saíram vitoriosos, apesar das ameaças de Washington, e deram continuidade ao processo de paz, assim, por seu esforço foi-lhe concedido o Prêmio Nobel da Paz em 1987. Em 1989 realizou-se em San José a primeira reunião de cúpula interamericana em 22 anos, para comemorar o centenário da democracia na Costa Rica. Em 1990 Arias foi sucedido por Rafael Ángel Calderón Fournier, da oposição.

## Esforços de Paz
Várias nações latino-americanas formaram o Grupo de Contadora para trabalhar para uma resolução das guerras na região. Mais tarde, o presidente costarriquenho Óscar Arias conseguiu convencer os outros líderes da América Central para assinar o Acordo de Paz Esquipulas, que acabou o quadro para pôr termo à guerra civil.